# Puente de Occidente

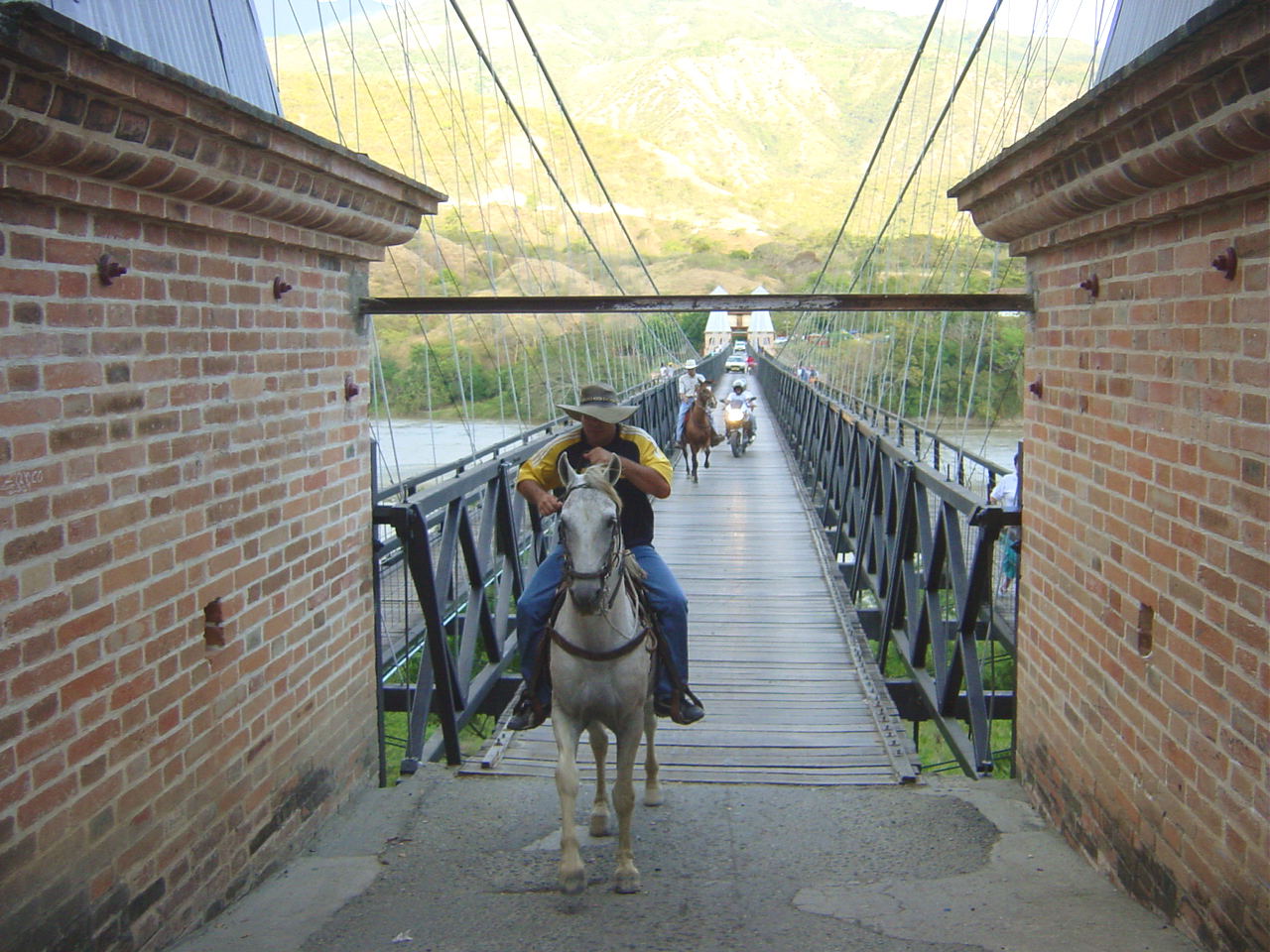
El puente de Occidente

Die Puente de Occidente (deutsch „Westbrücke“) ist eine Hängebrücke über den Río Cauca im Westen des Departamento Antioquia in Kolumbien. Sie verbindet die westlich des Flusses gelegene Gemeinde Santa Fe de Antioquia mit der Gemeinde Olaya am Ostufer. Ehemals galt sie als siebtwichtigste Hängebrücke der Welt.

## Geschichte
Die Puente de Occidente wurde zwischen 1887 und 1895 von dem Bauingenieur José María Villa (1850–1913) erbaut. José María Villa hatte Ingenieurwesen an der Universität Antioquia und ab 1876, dank eines Stipendiums der Provinzregierung, in den USA studiert und nach seinem Abschluss beim Bau der Brooklyn Bridge über den East River in New York mitgewirkt. Zwischen 1881 und 1886 hatte er bereits zwei kleinere Hängebrücken über den Río Cauca erbaut und dabei die physikalischen und geologischen Gegebenheiten des Gebiets eingehend untersucht.
Zur Deckung der Baukosten von 171.300 US-$ wurde 1887 die Compañia Puente de Occidente („Westbrücken-Gesellschaft“) gegründet, die 1713 Aktien zu je 100 US-$ ausgab. 1017 Aktien wurden von der Provinzregierung und 696 von Privatpersonen erworben.

## Eigenschaften
Die Puente de Occidente wurde zunächst nur für Fußgänger geöffnet, später durfte sie auch von Fahrzeugen passiert werden. Zum Zeitpunkt ihrer Erbauung war die Puente de Occidente die längste Hängebrücke Südamerikas. Sie hatte eine Schlüsselfunktion für die Entwicklung der Region und des Landes. Aufgrund ihrer historischen und technischen Bedeutung wurde die Brücke am 26. November 1978 zum Nationalen Denkmal Kolumbiens erklärt.